# Газзаєв Валерій Георгійович
Вале́рій Гео́ргійович Газза́єв (рос. Вале́рий Гео́ргиевич Газза́ев, ос. Гæззаты Георгийы фырт Валери; * 7 серпня 1954, Орджонікідзе) — радянський та російський футболіст і тренер. Майстер спорту міжнародного класу (1980). Заслужений тренер Росії (1990). Володар Кубка УЄФА 2005 з ЦСКА (Москва). «Тренер року» за версією УЄФА (сезон 2004-05). Довірена особа Путіна на виборах 2024 року.

## Біографія

### Кар'єра гравця
Вихованець «Спартака» (Орджонікідзе). Перший тренер — Муса Данилович Цаліков.
Батько футболіста, Георгій Христофорович, був будівельником і займався вільною боротьбою на любительському рівні. Валерій пішов до футбольної школи «Спартака» (Орджонікідзе) у 12-річному віці. Дебютував за основну команду в сезоні 1971, коли «Спартак» виступав у першій лізі СРСР. З наступного сезону став постійним гравцем основного складу, у 1973 році став найкращим бомбардиром команди за сезон (6 голів у 32 матчах). Чемпіонат 1974 провів у СКА (Ростов-на-Дону), де проходив строкову службу. У першості 1975 року забив 14 голів у 33 поєдинках, упевнено ставши найкращим бомбардиром «Спартака».
Сезон 1976 нападник розпочав у столичному «Локомотиві», куди Газзєва запросив головний тренер «залізничників» Ігор Волчок. У лінії нападу створив сильну зв'язку з Юрієм Сьоміним. У 1977 році «Локомотив» піднявся аж на 6-е місце у вищій лізі СРСР — найвища позиція клубу з початку 1960-х років. Значну роль в успіху команди відіграв і Валерій Газзаєв — у 1977 році під час закордонного турне «Локомотива» Газзаєва хотів купити турецький «Фенербахче», але на той час перехід футболіста із СРСР до закордонного чемпіонату був нереальним.
6 вересня 1978 року дебютував за національну збірну СРСР у товариській грі проти Ірану. Загалом у 1978—1983 роках провів за першу збірну СРСР 14 матчів, забив 4 м'ячі. За олімпійську збірну СРСР зіграв 11 матчів, забив 6 голів.
У 1979 році перейшов до московського «Динамо», куди його запросив Олександр Севідов. Наставник надав Газзаєву повну свободу дій на полі і підтримував яскравий індивідуалізм нападника. Відомий футбольний журналіст Аркадій Галинський писав: «Валерій Газзаєв як футболіст виявився зіркою замороженою, загрузлою в снігах Росії. На мій погляд, він був обдаровний не менше, ніж Стоїчков чи Ромаріо, але недооцінений. Народись він у Бразилії або якій-небудь країні Західної Європи, де особистість на першому плані, бути би йому зіркою першої величини…» Коли на самому початку сезону керівництво клубу несподівано вирішило звільнити Севідова, гравець одним з небагатьох привселюдно став на бік тренера, заявивши, що у випадку його відходу також покине «Динамо». Проте наставника усунули, а Газзаєва змусили залишитись в клубі.
У 1980 році став бронзовим олімпійським призером 1980.
Період у московському «Динамо» став найрезультативнішим у кар'єрі футболіста — нападник забивав щонайменше по 10 м'ячів за сезон, хоча критикували за деякі невдачі. У фіналі Кубка СРСР 1979 року проти «Динамо» (Тбілісі) перші 5 ударів серії пенальті не виявили переможця, а в серії до першого промаху Газзаєв не забив і москвичі програли. Валерій став лідером нападу «Динамо», часто брав гру на себе і заробляв важливі штрафні і пенальті. Попри результативну гру Газзаєва команда грала дедалі гірше, посівши 11-е місце у сезоні 1982, а наступного року — найнижче місце за всі роки існування клубу, 14-е.
Перед початком чемпіонату-84 керівництво «Динамо» (Москва) вирішило повернути Олександра Севідова на посаду головного тренера. Влітку того ж року було здобуто Кубок СРСР — цей трофей став єдиним союним трофеєм у кар'єрі Газзаєва як гравця. Основний час матчу проти «Зеніта» (Ленінград) завершився нульовою нічиєю, а в додатковому часі гол і результативний пас Газзаєва вирішили долю поєдинку — 2:0. Успіх дозволив москвичам стартувати у Кубку володарів кубків, де динамівці виступили вдало, діставшись до півфіналу турніру. Валерій Газзєв забив 5 голів у 6 поєдинках того розіграшу КВК. По завершенні сезону лідер московського «Динамо» став 4-м в опитуванні на найкрщого футболіста СРСР 1984.
У 1985 році Севідова знову відсторонили від роботи головним тренером — наставником став головний тренер збірної СРСР Едуард Малофєєв, який побажав мати більше тренерської практики, а оскільки входив до товариства «Динамо», то його призначено тренером «Динамо» (Москва).
Валерій Газзаєв — бронзовий призер Олімпійських ігор 1980 року, чемпіон Європи серед молоді 1976 і 1980 років, володар Кубка СРСР 1984 року. Двічі входив до списку 33 найкращих футболістів СРСР (№ 2 у 1978 і 1981 роках).
У 1981 році Валерій Газзаєв закінчив Всесоюзний юридичний заочний інститут, у 1988 році — Вищу школу тренерів при Державному центральному інституті фізичної культури (нині Російська державна академія фізичної культури).

### Тренерська діяльність
Після завершення кар'єри футболіста Газзаєв працював тренером в Спортивній дитячо-юнацькій школі олімпійського резерву «Динамо» Москва (1986‑1988). У 1989 році очолив «Спартака» (Владикавказ), через два роки прийняв запрошення московського «Динамо», де працював головним тренером з 1991 по 1993 рік.
У 1993 році повернувся до рідного Владикавказа і в 1995 році привів «Аланію» до єдиної в її історії перемоги в чемпіонаті Росії.
З грудня 1999 по квітень 2001 року знову очолював «Динамо».
У грудні 2001 року Газзаєв став головним тренером ЦСКА і в перший же сезон (2002) привів команду до перемоги в Кубку Росії і срібних медалей першості. У 2003 році ЦСКА вперше з 1991 року став чемпіоном країни.
У 2001—2002 роках був головним тренером молодіжної збірної Росії. У 2002 році Газзаєв був призначений на пост головного тренера національної збірної Росії з футболу.
З 14 липня 2004 року Валерій Газзаєв знову став головним тренером ЦСКА, з яким у наступному році добився найбільшого успіху в історії клубу — Кубок УЄФА (у фіналі переможено «Спортінг» Лісабон — 3:1). У 2007 році він виграв з ЦСКА черговий Суперкубок Росії, перемігши московський «Спартак».
Валерій Газзаєв є єдиним тренером, який працював у всіх перших 16 чемпіонатах Росії.

#### «Динамо» Київ
29 травня 2009 року Валерія Газзаєва було призначено на посаду головного тренера київського «Динамо» після відходу Юрія Сьоміна. Команда тоді була на підйомі, дійшовши до півфіналу Кубка УЄФА та вигравши чемпіонат України.
Сезон 2009/2010 «Динамо» розпочало матчем за Суперкубок України, де перемогло полтавську «Ворсклу» (0:0, по пенальті 4:2). Це було першим і останнім успіхом тренера Газзаєва у команді.
Сезон 2009/10 для «Динамо» почався чудово — в перших двох матчах чемпіонату кияни розгромили одеський «Чорноморець» (5:0) та сімферопольську «Таврію» (6:0). В Лізі Чемпіонів команда стартувала відразу з групи як чемпіон України. В першому матчі «біло-сині» перемогли казанський «Рубін» з рахунком 3:1, хоча ще після першого тайму програвали.
Наступний матч в групі «Динамо» програло на «Камп Ноу» іспанській «Барселоні» з рахунком 2:0.
Третій, знову виїзний, матч проти «Інтернаціонале» став піком київського клубу з Газзаєвим — на думку багатьох спеціалістів, «динамівці» показали висококласну гру, не використавши кілька стовідсоткових шансів. У підсумку — нічия 2:2 і друге місце в групі після першого кола.
Проте друге коло для «біло-синіх» виявилось невдалим. В четвертому, домашньому, матчі проти того самого «Інтернаціонале» кияни до 86 хвилини вигравали 1:0, проте в кінці гри «россонері» використали помилки захисників і воротаря Станіслава Богуша, перемогли 1:2 і піднялись з останнього, четвертого місця, куди опустилось київське «Динамо».
П'ятий матч з «Рубіном» в Казані закінчився «сухою» нічиєю.
Останній матч вдома проти «Барселони» «динамівці» почали голом зі штрафного, але далі «Барса» завалоділа ініціативою і спочатку на 33 хвилині зрівняла рахунок, а в кінці матчу Ліонель Мессі забив переможний гол, який залишив «Динамо» за бортом єврокубків.
В другій половині сезону кияни боролись лише за чемпіонський титул, оскільки в Кубку України «Динамо» вилетіло в 1/4 фіналу від донецького «Шахтаря». Перед «весняною» частиною чемпіонату «динамівці» мали 7-очкову перевагу над «Шахтарем». Проте «біло-сині» грали невпевнено, почали втрачати очки і проти середняків чемпіонату. В березні команда осоромилася, програвши в Ужгороді головному аутсайдеру чемпіонату —— «Закарпаттю» з рахунком 1:0. Після поразки 1:0 в Львові від «Карпат» «Шахтар» обійшов киян в турнірній таблиці. У вирішальному матчі в Донецьку київський клуб програв «гірникам» (знову 1:0), не допомогло навіть взяте воротарем Олександром Шовковським пенальті в другому таймі. В підсумку донецький клуб достроково оформив чемпіонство.
У наступному сезоні 2010-11 головний тренер не зміг вивести киян до групового етапу Ліги чемпіонів, поступившись на вирішальному етапі плей-оф голландському «Аяксу». Перші матчі у Лізі Європи виявилися знов невдалими. Уперше подав у відставку 17 вересня 2010 — наступного дня після нічиєї 2:2 з БАТЕ в матчі Ліги Європи. Президент клубу Ігор Суркіс відхилив її. Удруге подав у відставку 1 жовтня 2010 — наступного дня після поразки 0:2 проти «Шерифа» також у матчі Ліги Європи і президент клубу задовольнив прохання про відставку.
Загалом за 16 місяців роботи в Києві ведене Валерієм Газзаєвим «Динамо» провело в усіх турнірах 58 матчів.
| Турнір              | Матчів | Перемог | Нічиїх | Поразок | М'ячі  |
| ------------------- | ------ | ------- | ------ | ------- | ------ |
| Чемпіонат України   | 41     | 29      | 8      | 4       | 80-26  |
| Кубок України       | 4      | 3       | 0      | 1       | 4-3    |
| Ліга Чемпіонів УЄФА | 10     | 3       | 3      | 4       | 15-13  |
| Ліга Європи УЄФА    | 2      | 0       | 1      | 1       | 2-4    |
| Суперкубок України  | 1      | 0       | 1      | 0       | 0-0    |
| Всього              | 58     | 35      | 13     | 10      | 101-46 |

### Тренерські досягнення
- Чемпіон Росії ‑ 1995, 2003, 2005, 2006;
- Срібний призер чемпіонату Росії: 1996, 2002, 2004, 2008;
- Бронзовий призер чемпіонату Росії — 1992, 2007;
- Володар Кубка Росії ‑ 2002, 2005, 2006, 2008;
- Володар Суперкубка Росії ‑ 2006, 2007;
- Володар Кубка УЄФА — 2005.
- Володар Суперкубку України - 2009
- Срібний призер чемпіонату України: 2010;
- Член символічного «Клубу Григорія Федотова» (117 голів)
- Лауреат премії «Стрілець» найкращому тренерові року (1995).
- Нагороджений Орденом Дружби (1995), орденом «Спортивна слава Росії» I ступеня (2005).
- Лауреат міжнародної премії Андрія Первозванного «За віру і вірність» ‑ «За видатний внесок в становлення російського спорту і зміцнення престижу країни» (2005).
- Майстер спорту міжнародного класу, Заслужений тренер РРФСР.
- Найкращий тренер колишнього СРСР (2000—2010)[7]

Є автором декількох автобіографічних книг.

## Шана
У 2006 році у серії «Жизнь замечательных людей. Биография продолжается» (яка є продовження відомої серії «Жизнь замечательных людей») вийшла книга «Газзаєв» (автор — Анатолій Житнухін).